# Parcela de fluido

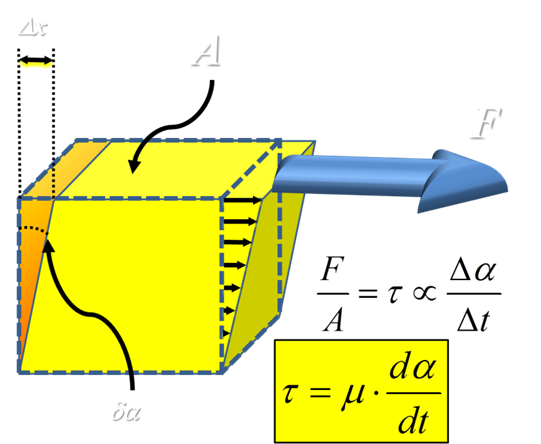
Tensão num fluido proporcional à velocidade de deformação.

Na dinâmica dos fluidos, no âmbito da mecânica do contínuo, uma parcela de fluido é uma quantidade muito pequena de fluido, identificável ao longo de sua história dinâmica enquanto se move com o fluxo do fluido. À medida que se move, a massa de uma parcela de fluido permanece constante, enquanto — em um fluxo compressível — seu volume pode mudar. E sua forma muda devido à distorção pelo fluxo. Num fluxo incompressível o volume da parcela de fluido também é uma constante (fluxo isocórico).
Este conceito matemático está intimamente relacionado com a descrição do movimento do fluido — sua cinemática e dinâmica — em um referencial lagrangeano. Neste quadro de referência, as parcelas fluidas são rotuladas e seguidas através do espaço e do tempo. Mas também no quadro de referência euleriano a noção de parcelas de fluido pode ser vantajosa, por exemplo, na definição da derivada material, linhas de corrente, linhas de listras e linhas de caminho; ou para determinar o desvio de Stokes.
As parcelas fluidas, como usadas na mecânica do contínuo, devem ser distinguidas das partículas microscópicas (moléculas e átomos) na física. As parcelas de fluido descrevem a velocidade média e outras propriedades das partículas de fluido, calculadas em uma escala de comprimento que é grande em comparação com o caminho livre médio, mas pequena em comparação com as escalas de comprimento típicas do fluxo específico em consideração. Isso requer que o número de Knudsen seja pequeno, como também é um pré-requisito para que a hipótese do contínuo seja válida. Observe ainda que, ao contrário do conceito matemático de uma parcela de fluido que pode ser identificada de maneira única — bem como exclusivamente diferenciada de suas parcelas vizinhas diretas — em um fluido real, tal parcela nem sempre consistiria nas mesmas partículas. A difusão molecular evoluirá lentamente as propriedades da parcela.
Para fluxo de ar, o termo correspondente é parcela de ar. Outro nome para parcela fluida é elemento material do fluido. Correspondentemente, também podem ser introduzidas as noções de linha material e superfície material, sempre consistindo nos mesmos elementos materiais e movendo-se com o fluxo do fluido. Ainda outro nome usado para parcela fluida é elemento fluido.